# Budynek przy ulicy Zamkowej 3 w Wieliczce
Budynek przy ulicy Zamkowej 3 – zabytkowy budynek znajdujący się przy ulicy Zamkowej 3 w Wieliczce.
Budowa budynku przy ul. Zamkowej 3 skończyła się około 1893 roku.

## Lokalizacja
Budynek administracyjnie znajduje się na terenie Osiedla Śródmieście przy ulicy Zamkowej 3 w Wieliczce. Obecnie obok niego znajduje się urząd skarbowy.